# 河野勝
河野 勝（こうの まさる、1962年 - ）は、日本の政治学者。専攻は、政治学、日本政治、比較政治学。早稲田大学政治経済学部教授。

## 経歴
東京都生まれ。1985年上智大学法学部国際関係法学科卒業。1987年イェール大学国際関係論修士課程修了、1994年スタンフォード大学政治学博士課程修了。
1994年カナダ・ブリティッシュコロンビア大学政治学部助教授、1998年青山学院大学国際政治経済学部助教授を経て、2003年から現職。東京財団仮想制度研究所（VCASI）フェロー。

## 著作

### 単著
- 『政治を科学することは可能か』（中央公論新社, 2018年）
- Japan's Postwar Party Politics, (Princeton University Press, 1997).
- 『制度』（東京大学出版会, 2002年）

### 共著
- （久米郁男・田中愛治）『現代日本の政治［新訂］』（放送大学教育振興会, 2007年）
- （田中愛治・日野愛郎・飯田健・読売新聞世論調査部）『なぜ政権交代だったのか――読売・早稲田の共同調査で読みとく日本政治の転換』（勁草書房, 2009年）
- （鈴村興太郎・須賀晃一・金慧）『復興政策をめぐる《正》と《善》――震災復興の政治経済学を求めて1』（早稲田大学出版部, 2012年）
- （小西秀樹・荒木一法・清水和巳・友利厚夫）『《当事者》としていかに危機に向き合うか ――震災復興の政治経済学を求めて2』早稲田大学出版部, 2012年）

### 編著
- 『制度からガヴァナンスへ――社会科学における知の交差』（東京大学出版会, 2006年）
- （田中愛治監修）『期待、制度、グローバル社会』（勁草書房, 2009年）
- （フランシス・ローゼンブルース Frances Rosenbluth）. Japan and the World: Japan's Contemporary Geopolitical Challenges, (New Haven: Yale University Council on East Asian Studies, 2009).

### 共編著
- （天児慧・押村高）『アクセス国際関係論』（日本経済評論社, 2000年）
- （三宅一郎・西澤由隆）『55年体制下の政治と経済――時事世論調査データの分析』（木鐸社, 2001年）
- （岩崎正洋）『アクセス比較政治学』（日本経済評論社, 2002年）
- （竹中治堅）『アクセス国際政治経済論』（日本経済評論社, 2003年）
- （平野浩）『アクセス日本政治論』（日本経済評論社, 2003年）
- （山本吉宣）『アクセス安全保障論』（日本経済評論社, 2005年）
- （清野一治）『制度と秩序の政治経済学』（東洋経済新報社, 2006年）
- （西條辰義）『社会科学の実験アプローチ』（勁草書房, 2007年）
- （清水和巳）『入門政治経済学方法論』（東洋経済新報社, 2008年）